# Baracs Károly
Baracs Károly, 1883-ig Barach (Pest, 1868. január 6. – Budapest, 1929. május 31.) mérnök, közlekedésügyi szakértő, Baracs Henrik jogász, ügyvéd, szerkesztő és Baracs Marcell politikus, jogász, ügyvéd testvére, Barach Juda Léb és Lőw Lipót rabbik unokája.

## Élete
Barach (Barach) Benedek (1828–1885) köz- és váltóügyvéd és Lőw Amália (1843–1874) gyermekeként született. Tanulmányait szülővárosában végezte, mérnöki oklevelet szerzett. Ezt követően a Győr–Sopron–Ebenfurti Vasúttársaság tisztviselője, végül elnök-vezérigazgatója lett. 1921 és 1926 között a Budapesti Izraelita Hitközség elnöke. A hitközségnél bevezette a lajstromos szavazást és a nők választójogát. Tagja volt a Ferenc József Rabbiképző Intézet vezérlőbizottságának. A Magyar Zsidók Pro Palesztina Szövetségének egyik alapító tagja és egy ideig elnöke volt. Részt vett 1914-ben az Országos Polgári Radikális Párt megalakításában. 1916-ban megkapta az udvari tanácsosi címet. A Goethe-irodalom legismertebb magyarországi könyvgyűjtője és a legnagyobb Goethe-könyvtár tulajdonosa volt. 1909-ben felvették a Martinovics szabadkőműves páholy tagjai közé. A Budai Izraelita Hitközség elemi iskolája viselte a nevét.
A Farkasréti izraelita temetőben nyugszik.

## Családja
Felesége Schwarz Paula (1874–1954) volt, Schwarz Sándor és Hahn Karolina lánya, akit 1896. március 24-én Budapesten vett nőül.
Gyermekei
- Baracs Amália (1897–1991). Férje Fuchs György (1893–1933) mérnök.
- Baracs Éva (1898–1979). Férje Hajnal-Kónyi Kálmán (1898–1973) mérnök.
- Baracs Benedek (1900–1903)
- Baracs Sándor (1900-2001)
- Baracs János (1905–1991)